# Mohammed Alí Bogra
Mohammed Alí Bogra (Barisal, 19 de octubre de 1909 - Daca, 23 de enero de 1963) fue un político paquistaní.

## Biografía
Mohammed Alí Bogra nació Barisal durante el gobierno británico en la India. Barisal era parte de la división de Dacca, dentro de la presidencia de Bengala, una zona de mayoría musulmana.
Se graduó en Artes en la Universidad de Calcuta. Su carrera política se inició en el Consejo del Distrito de Bogra, que llegó a presidir en 1932. De este distrito tomó parte de su nombre. Resultó elegido diputado a la Asamblea provincial de Bengala en 1937. En 1943 fue nombrado secretario parlamentario del primer ministro de Bengala. En 1946 fue nombrado ministro de Finanzas y de Sanidad. En 1947 desempeñó en algunos momentos el cargo de primer ministro de la provincia, todo ello dentro de la administración colonial del Subcontinente.
Dentro de la dinámica que llevaría a la independencia de India y Paquistán, Alí Bogra formaba parte de los líderes musulmanes partidarios de la partición que llevaría a la aparición de un Paquistán independiente.
Con la independencia del país Alí Bogra comienza su carrera diplomática. En 1948 es enviado a Birmania como embajador. En 1949 fue trasladado a Canadá, donde permaneció hasta 1952, cuando marchó a Estados Unidos.
En abril de 1953 fue requerido por el Gobernador General del Paquistán, que le confió el cargo de primer ministro. El motivo de su designación fue que, al encontrarse como diplomático alejado de las intrigas políticas interiores de Paquistán, se le consideraba una persona adecuada para sacar al país de la crisis.
Su gestión fue recibida favorablemente por la opinión pública en un primer momento. Frente a la crisis alimentaria de 1953, producida por la pérdida de dos cosechas consecutivas, consiguió la donación de un millón de toneladas de trigo de los Estados Unidos, y facilidades crediticias para importar cereal de Australia y Canadá. Sin embargo tuvo problemas con Bengala Oriental, su región natal, donde el Frente Unido, dirigido por Fazul ul-Huq, presionaba por mayores niveles de autonomía.
Su capacidad para la gestión burocrática y su efeciencia no fueron suficiente para resolver los problemas ni crear una base de poder, por lo que en agosto de 1955 dimitió, volviendo a la embajada en Washington.
El puesto en Washington incluía la embajada ante los Estados Unidos y la jefatura de la delegación ante las Naciones Unidas. En 1959 fue designado embajador en Japón, puesto que ocupó hasta 1962, cuando fue nombrado ministro de Asuntos Exteriores, cargo que ostentaba en el momento de su fallecimiento.